# Le Mesnil-Villement
Le Mesnil-Villement è un comune francese di 294 abitanti situato nel dipartimento del Calvados nella regione della Normandia.

## Società

### Evoluzione demografica
Abitanti censiti